# Cristóbal Guerra
Cristóbal Guerra (Triana, ... – Cartagena de Indias, 1504) è stato un esploratore spagnolo.
Partecipò all'esplorazione dell'America dopo la sua scoperta da parte di Cristoforo Colombo nel 1492, nei cosiddetti viaggi andalusi.
Insieme a Pedro Alonso Niño, arrivò a Isla Margarita e alla Costa de las Perlas: il suo nome sarebbe stato associato al commercio delle perle. Nonostante il fatto che Pedro Alonso Niño sia stato accusato durante il viaggio di ritorno di frode in Spagna, Cristóbal riuscì a fuggire. Insieme al fratello partecipò ad altri due viaggi nella regione, morendo durante l'ultimo.